# Kudiyanur, Malur
Kudiyanur là một làng thuộc tehsil Malur, huyện Kolar, bang Karnataka, Ấn Độ.